# Дисней-клуб
«Дисней-клуб» — блок детских анимационных сериалов, выходивший на ОРТ, а впоследствии на Первом канале с 18 января 1998 по 9 марта 2014 года.

## История
До и после появления «Дисней-клуба» данные мультсериалы демонстрировались на эфирных предшественниках Первого канала — Первой программе ЦТ и Первом канале Останкино («Уолт Дисней представляет…»), а также на РТР («Дисней по пятницам»), СТС («Час Диснея»), ТВ-3 и REN-TV.
Инициатором запуска этого блока стал директор Дирекции детских и развлекательных программ Сергей Супонев. Данный блок пришёл на смену «Мультфейерверку» (он заменил блок «Уолт Дисней представляет…» на Первом канале Останкино) и изначально планировавшись как студийное детское шоу в соответствии с «Disney Club» в других странах, но после дефолта планы были скорректированы.
Блок выходил обычно по выходным, а в 2001—2006 годах — также и будние дни. В случае государственных праздников субботний/воскресный показ мог быть перенесён на ранний или поздний день/понедельник.
В 1998—2002 годах перед титрами мультсериала, на котором завершался блок, включалась рубрика «Новости». В ней корреспонденты детского возраста за кадром рассказывали об актуальных событиях в парках Disneyland. Также до 2005 года по завершении мультсериала блок заканчивался копирайтом на фоне фрагмента из мультфильма «Фантазия» и заставкой компании Buena Vista Productions.
С 2008 года в рамках блока начались показы мультсериалов, созданных специально для детского блока дошкольного возраста «Playhouse Disney» (ныне — «Disney Junior», в России более известна как «Узнавайка Disney»).
9 марта 2014 года состоялся последний эфир блока. После этого, на Первом канале стали демонстрироваться исключительно российские мультсериалы (их показ был прекращён в феврале 2019 года). Многие мультсериалы, ранее демонстрированные в рамках «Дисней-клуба», стали впоследствии выходить на одноимённом телеканале вплоть до его закрытия в декабре 2022 года.

## Список мультсериалов
1998 год
- «Чип и Дейл спешат на помощь» (18 января — 27 декабря 1998)
- «Утиные истории» (18 января — 27 декабря 1998)
- «Новые приключения Винни-Пуха» (18 января — 27 сентября 1998)
- «Тимон и Пумба» (4 октября 1998 — 18 июля 1999)

1999 год
- «Русалочка» (9 января — 15 августа 1999)
- «Аладдин» (9 января — 14 ноября 1999)
- «Чип и Дейл спешат на помощь» (25 июля — 26 декабря 1999)
- «Утиные истории» (22 августа — 26 декабря 1999)
- «Новые приключения Винни-Пуха» (21 ноября 1999 — 15 октября 2000)

2000 год
- «Гуфи и его команда» (2 января — 16 апреля 2000)
- «101 далматинец» (2 января — 31 декабря 2000)
- «Аладдин» (23 апреля — 15 октября 2000)
- «Всё о Микки Маусе» (22 октября — 31 декабря 2000)

2001 год
- «Утиные истории» (6 января — 3 марта 2001)
- «Аладдин» (8 января — 18 марта 2001)
- «Чип и Дейл спешат на помощь» (8 января — 3 июня 2001)
- «Всё о Микки Маусе» (9 марта — 8 декабря 2001)
- «Гуфи и его команда» (25 марта — 1 июля 2001)
- «Тимон и Пумба» (26 мая 2001)
- «Русалочка» (11 июня — 2 декабря 2001)
- «Чёрный плащ» (8 июля 2001 — 20 января 2002)
- «Любимчик» (13 ноября 2001 — 30 июля, 27 августа 2002) (по вторникам)
- «Детеныши джунглей» (9 декабря 2001 — 28 апреля 2002)

2002 год
- Альманах «Микки Маус и его друзья» (26 января — 15 сентября 2002)
- «Переменка» (7 февраля 2002 — 15 апреля 2003) (по четвергам, позже по вторникам)
- «Утиные истории» (4 мая 2002 — 2 марта 2003)
- «Тимон и Пумба» (5 мая 2002 — 2 марта 2003)
- «Русалочка» (22 сентября — 27 октября 2002)
- «Чёрный плащ» (31 октября 2002 — 27 февраля 2003) (по четвергам)
- «Базз и его команда» (2 ноября 2002 — 4 марта 2004) (изначально по субботам, в марте 2003 года показ был перенесён на четверг)
- «Ллойд в космосе» (13 ноября 2002 — 18 июня 2003) (по средам, позже — также по вторникам)

2003 год
- «Геркулес» (9 марта 2003 — 29 февраля 2004)
- «Легенда о Тарзане» (10 марта — 7 декабря 2003)
- «Мышиный дом» (15 июня — 13 декабря 2003)
- «Ким Пять-с-Плюсом» (24 июня 2003 — 13 мая 2004) (по вторникам, позже — также по четвергам)
- «Чудеса на виражах» (25 июня 2003 — 24 марта 2004) (по средам)
- Документальный фильм «Возвращение Короля Льва» (28 сентября 2003)
- Альманах «Микки Маус и его друзья» (14 декабря 2003 — 4 апреля 2004)
- «Тимон и Пумба» (20 декабря 2003 — 15 августа 2004)

2004 год
- Документальный фильм «Братец Медвежонок: Фильм о фильме» (13 марта 2004)
- «Мышиный дом» (31 марта — 20 июля 2004) (по вторникам и средам)
- «Чип и Дейл спешат на помощь» (15 апреля — 21 июля 2004) (по четвергам)
- Альманах «Приключения Микки и Дональда» (29 мая — 11 декабря 2004)
- «Утиные истории» (22 июля 2004 — 9 июня 2005) (по четвергам)
- «Аладдин» (26 июля 2004 — 15 апреля 2005) (по понедельникам, позже — по пятницам)
- «Новые приключения Винни-Пуха» (27 июля 2004 — 15 февраля 2005) (по вторникам)
- «Лило и Стич» (28 июля 2004 — 11 мая 2005) (по средам)
- Альманах «Микки, Дональд и Гуффи-спортсмен» (22 августа — 31 октября 2004)
- «Команда Гуффи» (14 ноября 2004 — 15 мая 2005)

2005 год
- Альманах «Микки Маус и его друзья» (9 января — 5 июня 2005)
- «Чип и Дейл спешат на помощь» (22 февраля — 2 августа 2005) (по вторникам)
- «Ведьма» (22 апреля — 21 октября 2005) (по пятницам)
- «Русалочка» (18 мая — 20 июля 2005) (по средам)
- Альманах «С добрым утром, Микки!» (22 мая 2005 — 16 декабря 2006)
- «101 далматинец» (16 июня — 28 июля 2005) (по четвергам)
- Альманах «Кряк-бригада» (18 июня 2005 — 16 июня 2007)
- Альманах «Дональд Дак представляет» (19 июня 2005 — 17 июня 2007)
- «Кряк-Бряк» (27 июля — 28 октября 2005) (дважды в среду, позже — по вторникам и четвергам)
- «Команда Гуффи» (1 ноября 2005 — 13 января 2006) (по вторникам и пятницам)

2006 год
- Альманах «По следам Микки Мауса» (17 января — 23 июня 2006) (по вторникам и пятницам)
- «Чип и Дейл спешат на помощь» (27 июня — 10 сентября 2006) (по вторникам и пятницам, позже — дважды в воскресенье)
- «Ведьма» (17 сентября 2006 — 18 марта 2007)
- «Клуб Микки Мауса» (23 декабря 2006 — 23 июня 2007)

2007 год
- «Русалочка» (13 января — 9 декабря 2007)
- «Чёрный плащ» (25 марта 2007 — 25 февраля 2008)
- «Алладин» (1 сентября — 10 ноября 2007)
- Альманах «Микки Маус и его друзья» (1 сентября 2007 — 2 февраля 2008)
- «Лило и Стич» (17 ноября 2007 — 24 мая 2008)
- «Новая школа императора» (16 декабря 2007 — 23 марта 2008)

2008 год
- Альманах «Дональд Дак представляет» (9 февраля — 2 ноября 2008)
- «Чёрный плащ» (13 июля — 3 августа, 14 — 28 сентября 2008)
- «Ким Пять-с-Плюсом» (2 марта — 28 сентября 2008)
- «Клуб Микки Мауса» (30 марта — 6 июля 2008)
- «Мои друзья Тигруля и Винни» (31 мая — 2 августа, 13 сентября — 11 октября 2008)
- «Умелец Мэнни» (5 октября 2008 — 5 апреля 2009)
- Альманах «Доброе утро, Микки!» (5 октября 2008 — 24 октября 2009)
- «Новая школа императора» (18 октября 2008 — 18 июля 2009)

2009 год
- «Мои друзья Тигруля и Винни» (12 апреля — 25 октября 2009)
- «Клуб Микки Мауса» (11 мая 2009 — 1 августа 2010)
- «Чип и Дейл спешат на помощь» (31 октября 2009 — 4 декабря 2010)
- «Чёрный плащ» (31 октября 2009 — 12 марта 2011)
- Альманах «Кряк-бригада» (1 ноября 2009 — 5 декабря 2010)

2010 год
- «Гуфи и его команда» (8 августа — 5 декабря 2010)
- «Новая школа императора» (11 декабря 2010 — 2 июля 2011)
- Альманах «Микки Маус и его друзья» (12 декабря 2010 — 3 июля 2011)
- «Чудеса на виражах» (12 декабря 2010 — 3 июля 2011)

2011 год
- «Утиные истории» (19 марта — 2 июля 2011)
- «Гуфи и его команда» (9 июля 2011 — 25 марта 2012)
- «Чип и Дейл спешат на помощь» (9 июля — 2 октября 2011)
- «Чёрный плащ» (10 июля — 20 ноября 2011)
- «Джейк и пираты Нетландии» (19 ноября 2011 — 21 апреля 2012)

2012 год
- «Король Лев: Тимон и Пумба» (1 апреля — 30 сентября 2012)
- «Детёныши джунглей» (29 апреля — 29 сентября 2012)
- «Джейк и пираты Нетландии» (6 октября 2012 — 30 ноября 2013)
- «Аладдин» (7 октября 2012 — 1 декабря 2013)

2013-2014 годы
- «София Прекрасная» (7 декабря 2013 — 9 марта 2014)

## Родственные проекты
- С 31 января 2004 по 1 мая 2007 года выходил блок мультфильмов «Классика Уолта Диснея». В нём сначала (до 27 августа 2005) транслировались отдельные короткометражные мультфильмы 1930-х—1950-х годов, а позже — полнометражные картины.
- С 29 сентября 2007 по 24 февраля 2013 года выходила программа «Волшебный мир Дисней» с Иваном Ургантом, позже с Леонидом Парфёновым[8] (мультфильмы производства The Walt Disney Company на «Первом канале» раньше выходили в рамках этой программы, позже самостоятельно).